# Los fuertes
Los fuertes es una película chilena dirigida por Omar Zúñiga Hidalgo estrenada en 2019 y protagonizada por Samuel González y Antonio Altamirano.
La película está basada en el cortometraje San Cristóbal, que participó en la Berlinale de 2015 y ganó el Premio Teddy al mejor cortometraje LGBT. Tras el éxito del cortometraje, Zúñiga Hidalgo decidió realizar una versión extendida manteniendo a González y Altamirano como la pareja protagónica.
Los fuertes fue estrenada en el 26º Festival Internacional de Cine de Valdivia de 2019, siendo la película inaugural del evento. Después participó en festivales internacionales como el Amor Festival, OutFest, Mardi Gras Film Festival y otros. Su estreno en cines en Chile se realizó el 12 de marzo de 2020, días antes de que se suspendieran las proyecciones debido a la pandemia de coronavirus. Finalmente, fue publicada en el sitio Ondamedia el 21 de agosto de 2020.

## Argumento
Lucas (Samuel González) es un arquitecto que viaja a la localidad de Niebla, en el sur de Chile, para despedirse de su hermana (Marcela Salinas), antes de partir a Montreal a realizar un postgrado. Allí conoce a Antonio (Antonio Altamirano), quien trabaja como contramaestre de un barco pesquero y actúa en representaciones de la captura del castillo de Niebla.
Lucas y Antonio comienzan un romance que debe lidiar con los prejuicios en torno a su relación, las diferencias entre ambos y la inevitable partida de Lucas a Canadá.

## Reparto

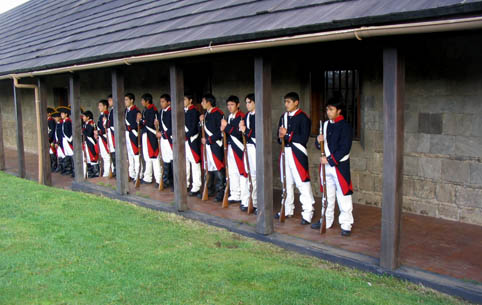
Actores representando soldados chilenos en el Castillo de Niebla, como lo realiza Antonio, uno de los protagonistas de la película.

- Samuel González como Lucas, arquitecto santiaguino que recibe una beca para realizar un postgrado en Montreal, Canadá. La familia de Lucas y Catalina es muy conservadora, por lo que la homosexualidad de su hermano los distancia.
- Antonio Altamirano como Antonio Galindo, un joven de Niebla que trabaja como contramaestre en un barco pesquero pero que espera pronto tener su propia nave. Además, trabaja medio tiempo representando a un soldado chileno durante la Toma de Valdivia en representaciones históricas para turistas que visitan el Castillo de Niebla.
- Marcela Salinas como Catalina, la hermana de Lucas. Desde hace algunos años, trabaja en el hospital de Niebla tras titularse de cirujana dentista.
- Gabriela Fernández como Adriana, la abuela de Antonio y que lo crio tras la muerte de sus padres.
- Rafael Contreras como Martín, la pareja de Catalina.
- Nicolás Corales como Roca, compañero de trabajo de Antonio.

## Producción
- Director: Omar Zúñiga Hidalgo.

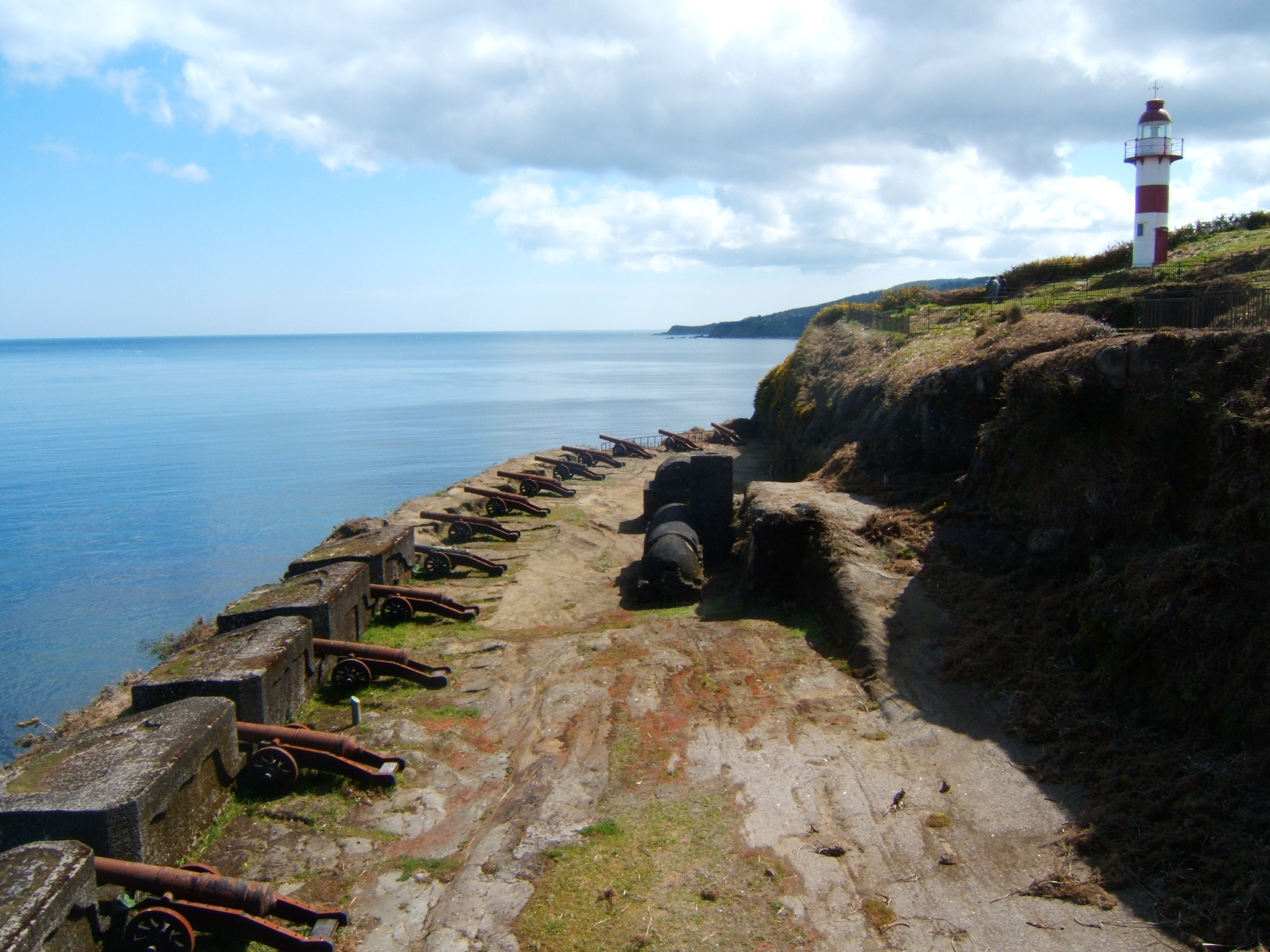
El Castillo de Niebla es uno de los escenarios donde transcurre la película.

- Productores: Omar Zúñiga Hidalgo y José Luis Rivas.
- Productores ejecutivos: Dominga Sotomayor y Josemaría Naranjo.
- Productores asociados: Martín Bravo, Nicolás Ibieta y Sokio.
- Compañías de producción: Cinestación y Terranova.
- Director de fotografía: Nicolás Ibieta, A.C.C.
- Director de arte y vestuario: Nicolás Oyarce.
- Jefe de producción: José Luis Rivas.
- Asistente de dirección: María José de la Vega.
- Montaje: Carolina Marín y Omar Zúñiga.
- Director de sonido: Roberto Espinoza.
- Sonido directo: Javier Neira.
- Supervisor musical: Sokio.